# José Pablo Ventura
José Pablo Ventura (Bánfield, 5 de junio de 1950 - Santa Fe, 4 de enero de 1977) fue un dirigente estudiantil y activista revolucionario argentino de los años setenta, integró la cúpula de Montoneros, organización armada del Movimiento Peronista.

## Infancia y juventud

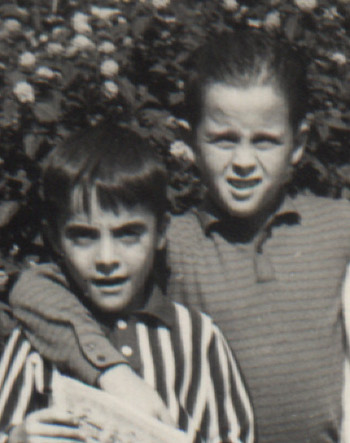
José Pablo Ventura (derecha) con su primo Rafael, en 1960.

Proveniente de una familia de clase media de orientación cristiana, en su adolescencia se vinculó con el Movimiento de Sacerdotes para el Tercer Mundo y con el personal de la revista Cristianismo y Revolución, medio de expresión de aquel.
Cursó estudios secundarios en el Colegio Nacional de Buenos Aires del que egresó en 1967 para ingresar a la Facultad de Derecho (Universidad de Buenos Aires). Por esta época ya era conocido como "El Tala" por su afición al Taladro (apelativo del Club Atlético Bánfield).

## Activismo y militancia

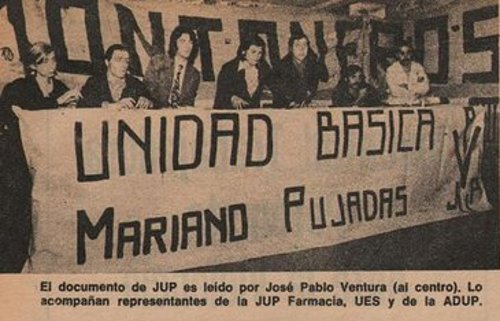
La JUP (Juventud Universitaria Peronista) denuncia una ofensiva reaccionaria.

Las contradicciones internas del peronismo, el declive de la economía y los actos de violencia de las organizaciones clandestinas de distinto signo político, determinan el virtual derrumbe del gobierno instalado en mayo de 1973. Como resultado de estas circunstancias, sumadas al fallecimiento de Juan Domingo Perón, Montoneros pasó a la clandestinidad el 6 de septiembre de 1974. El anuncio se hace en una conferencia de prensa presidida por Firmenich y en la que se encuentran Juan Carlos Dante Gullo de la Regional I de la Juventud Peronista, Enrique Juárez de la JTP, Adriana Lesgart de la Agrupación Evita. En noviembre del mismo año como consecuencia de continuar operando en la superficie, Ventura es detenido por tenencia de armas de guerra y encarcelado en el penal de Villa Devoto a disposición del Poder Ejecutivo Nacional. Transcurridos siete meses de reclusión recibe el beneficio de abandonar el país, exiliándose en México.
Con el advenimiento del golpe de Estado del 24 de marzo de 1976, regresó del exilio clandestinamente y ocupó la secretaría militar de Montoneros bajo el nombre de guerra "Rafael".

## Cerco y muerte
El 4 de enero de 1977, fuerzas conjuntas del Ejército Argentino y la Policía provincial santafesina cercaron la casa ubicada en San Martín y Boneo, en la ciudad de Santa Fe. Emplazan armas pesadas mientras helicópteros artillados ametrallan y bombardean la vivienda en la que se encuentran Ventura y sus compañeras Adriana María Bianchi, María Josefina Mujica, y el hijo de esta última de seis meses de edad. En el fragor del tiroteo, María sale de la casa y logra ponerlo a salvo en un zaguán de la vecindad, pero es acribillada en su intento de regresar a la vivienda. Antes de ser abatido, Ventura destruye toda la documentación para evitar que caiga en manos del enemigo.

Pérdidas guerrilleras. Otro jefe de la guerrilla ha sido muerto por las fuerzas conjuntas militares y policiales que combaten a los mitantes izquierdistas. Se trata de José Pablo Ventura, dirigente de la Juventud Universitaria Peronista, que cayó en Santa Fe. Un jefe montonero, Mario Firmenich, probablemente logró escapar en el mismo combate. Las pérdidas de la guerrilla argentina se han incrementado en los últimos meses. De sus jefes solo sobreviven Mario Firmenich y Enrique Gorriarán, éste del Ejército Revolucionario del Pueblo. Tras la caída de Mario Santucho, máximo jefe del ERP, en julio de 1976, los militares han concentrado sus esfuerzos contra los Montoneros, que han perdido no menos de media docena de figuras clave en los sectores obrero, estudiantil y político.
Artículo del 8 de enero de 1977 en el diario El País (Madrid)

El comandante del II Cuerpo de Ejército comunica a la población que relacionado con la muerte del delincuente subversivo José Pablo Ventura, la investigación tendiente a verificar su identidad y antecedentes arrojó el siguiente resultado: José Pablo Ventura (a) Rafael activaba en el ámbito universitario en su condición de ideólogo y director de la acción psicológica a desarrollar en el estudiantado. [...]

Como integrante de la Juventud Universitaria Peronista ejerció posteriormente la presidencia de dicha agrupación y estuvo enrolado en la política universitaria iniciada por el doctor Rodolfo Puiggrós. [...]

A tal fin viajó en reiteradas oportunidades por países latinoamericanos, que incluyen Cuba y, en Europa, a Francia. El 13 de noviembre de 1974 fue allanado su domicilio y se secuestraron armas, munición de distintos tipos y planos de instalaciones militares. El 11 de diciembre de 1974 fue puesto a disposición del Poder Ejecutivo Nacional en virtud del estado de sitio vigente por estar vinculado con actividades subversivas. [...]

El 15 de abril de 1975 recuperó su libertad por resolución judicial y el 21 de julio del mismo año optó por viajar al Perú. Contactado en la delincuencia subversiva con Firmenich y Gullo, y vinculado al delincuente subversivo Bettanín, actuó, entre otros, con los alias de Tala y Rafael. Trascendió que Ventura se había trasladado a Cuba, donde posteriormente regresó a la Argentina en forma clandestina para unirse nuevamente a la banda extremista que integraba.
Transcripción del informe de las fuerzas de seguridad,
publicada en un artículo del 7 de enero de 1977 
en el diario Clarín (Buenos Aires)

Los restos de José Pablo Ventura fueron identificados en 1984 por el Equipo Argentino de Antropología Forense.

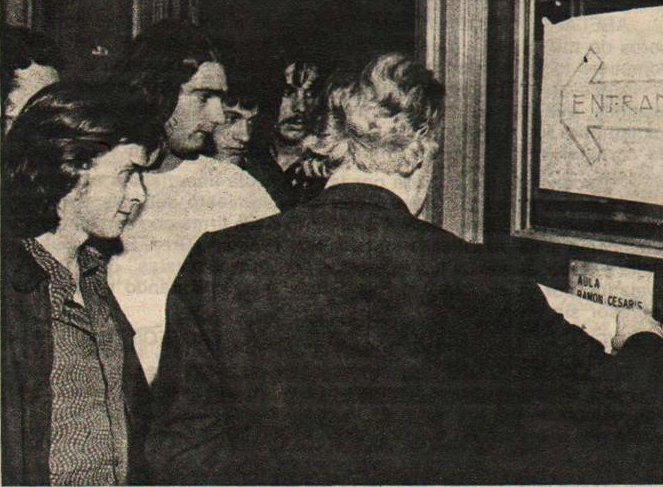
1973: Ventura (izq.) y el rector de la UBA, Rodolfo Puiggrós (de espaldas), descubren una placa poniendo a una aula el nombre de Ramón Cesaris, estudiante de Arquitectura asesinado por la policía en 1972.

[El 6 de enero de 1984,] la Secretaría de Servicios Públicos de la Municipalidad de Santa Fe informó que fueron identificados ocho cadáveres que habían sido inhumados como de NN entre el 22 de abril de 1976 y el 13 de noviembre de 1981 en el cementerio de Barranquitas. Los cuerpos identificados son los de Alejo Manuel Pincén, Carlos Alberto Belmon, Angela María Capodaqua, Nilda Peters, Manuel Luna, Juan Carlos Escalante, se presume José Pablo Ventura y otro hombre de apellido Coronel.
Página 81 del libro Tumbas anónimas de Mauricio Cohen Salama